# Samo je ljubav tajna dvaju svjetova
»Samo je ljubav tajna dvaju svjetova« singl je Marka Perkovića Thompsona. Predstavlja jednu od pjesama studijskog albuma Ora et labora, čija je službena objava bila 10. travnja 2013. godine. Pjesma je prvi put predstavljena istoga dana u Glazbenom showu Dalibora Petka na Narodnom radiju.
Glazbu i tekst potpisuje Thompson, a aranžman Tiho Orlić. Pjesma govori o trajnoj ljubavi, vječnom životu i prolaznosti zemaljskog života. Thompson ju je posvetio svojoj supruzi Sandri.
Videospot je predstavljen na promociji albuma Ora et labora u Kazalištu Histrion u Zagrebu. U samo četiri dana videospot je dosegnuo gotovo 80.000 pregleda na YouTubeu, a do kraja godine brojka je prešla 3.300.000 pregleda. U svibnju 2016., pjesma je prešla preko 6.000.000 pregleda na YouTube kanalu Croatia Records.
Klapa Neverin iz Kaštel Lukšića obradila je pjesmu u klapskoj verziji 2014. godine. Ženska vokalna skupina Đakovčanke izvela je pjesmu u tamburaškoj obradi iste godine. Poslije se pojavilo još klapskih obrada ove pjesme.
Pjesma je osvojila nagradu Porin za Hit godine na dodjeli nagrada u lipnju 2014. godine.
Tijekom izvedbe ove pjesme na koncertu Thompsona na Zagrebačkom hipodromu u srpnju 2025. bile su i dvije prosidbe u publici.